# Agriocnemis palaeforma
Agriocnemis palaeforma е вид водно конче от семейство Coenagrionidae. Видът е почти застрашен от изчезване.

## Разпространение
Разпространен е в Уганда.